# 阿氏鏢鱸
阿氏鏢鱸（学名：Nothonotus aquali）為輻鰭魚綱鱸形目鱸亞目河鱸科的其中一種，被IUCN列為次級保育類動物，分布於美國田納西州的Duck河流域，體長可達8公分，棲息在水深、流速快的岩石激流區，屬肉食性，以水生昆蟲為食。